# Новое Пшенево
Новое Пшенёво (мокш. Од Пшень) — село, центр сельской администрации в Ковылкинском районе. Население 202 чел.(2001), в основном мордва-мокша.

## Название
Название флористического типа: от м. пеше «липа». 

## География
Расположено на берегу Иссы, в 18 км от районного центра и железнодорожной станции Ковылкино.

## История
В «Списке населённых мест Пензенской губернии» (1869) Новое Пшенево — деревня казённая из 68 дворов Инсарского уезда. После строительства Никольского храма (1881) приобрела статус села. По подворной переписи 1913 г., в селе было 155 дворов (1 113 чел.); 2 хлебозапасных магазина, пожарная машина, 4 маслобойки и просодранки, шерсточесалка, лавка. В 1930-е гг. был создан колхоз, с 1946 г. — «Маяк революции», с 1960 г. — бригада в составе укрупненного колхоза «Россия», с 1992 г. — в составе ГУП РМ «Ковылкиноэлектротеплосеть». В современном селе — начальная школа, магазин, фельдшерско-акушерский пункт; молитвенный дом.
Возле села — Новопшеневское городище, могильник 17—18 вв.  

## Население
| 2002 | 2010 | 2012 |
| ---- | ---- | ---- |
| 210  | ↘175 | ↘130 |

## Известные уроженцы, жители
Новое Пшенево — родина активиста колхозного движения П. Д. Макаркина, Героя Советского Союза К. Е. Чекирова, учёных А. П. Макаркина, Н. П. Макаркина, директора Экологического фонда Республики Мордовия М. Ф. Щанкина, бывшего начальника специального подразделения ФСБ С. А. Щанкина.

## Инфраструктура
Личное подсобное хозяйство с зоной сельскохозяйственного использования, индивидуальная застройка усадебного типа.
Новопшеневский сельский клуб.

## Транспорт
Автобусное сообщение с райцентром. Остановка общественного транспорта «Новое Пшенево». 

## Источник
- Энциклопедия Мордовия, Т. Н. Охотина.

1. 1 2  Сведения о численности населения Токмовского сельского поселения по состоянию на 1 января 2012 года
2. 1 2  Численность и размещение населения Республики Мордовия. Итоги Всероссийской переписи населения 2010 года